# Opodiphthera eucalypti
Espèce
Opodiphthera eucalypti est une espèce de lépidoptères (papillons) appartenant à la famille des Saturniidae.

## Répartition
- Australie

## Galerie

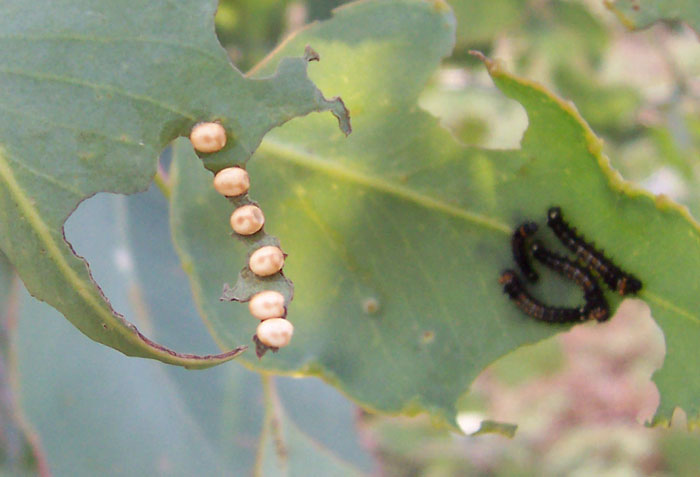
Œufs après l'éclosion
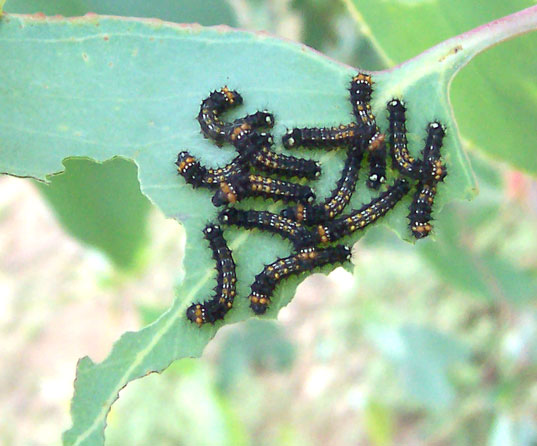
Les chenilles à leur 2e stade de croissance

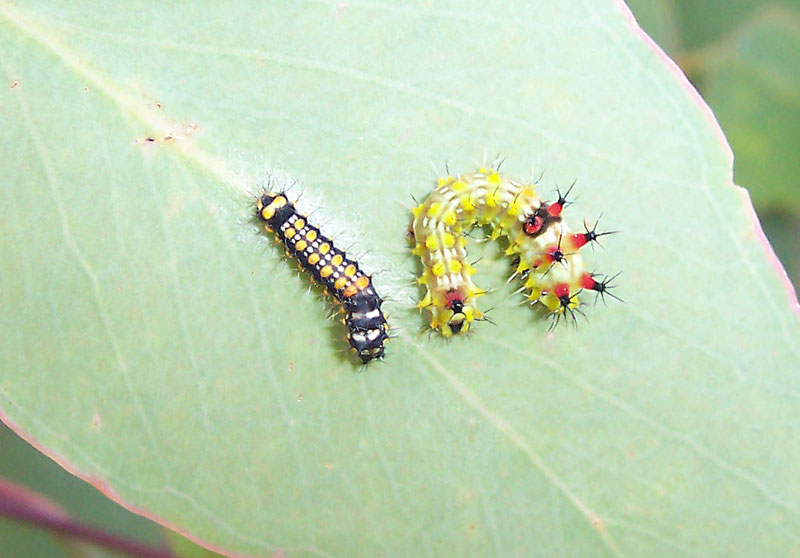
Les chenilles à leur 2e et 3e stade de croissance
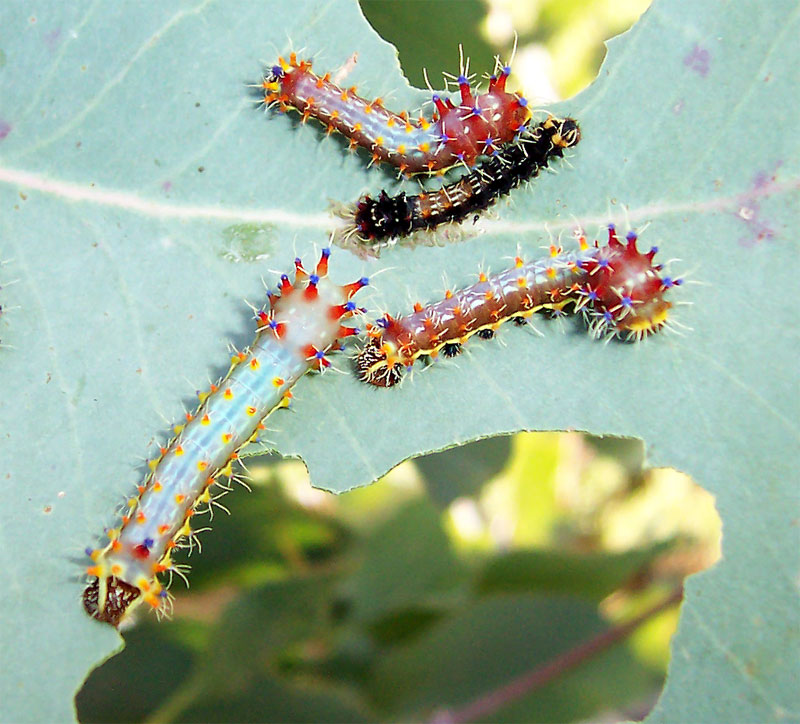
Les chenilles à différents stades de croissance

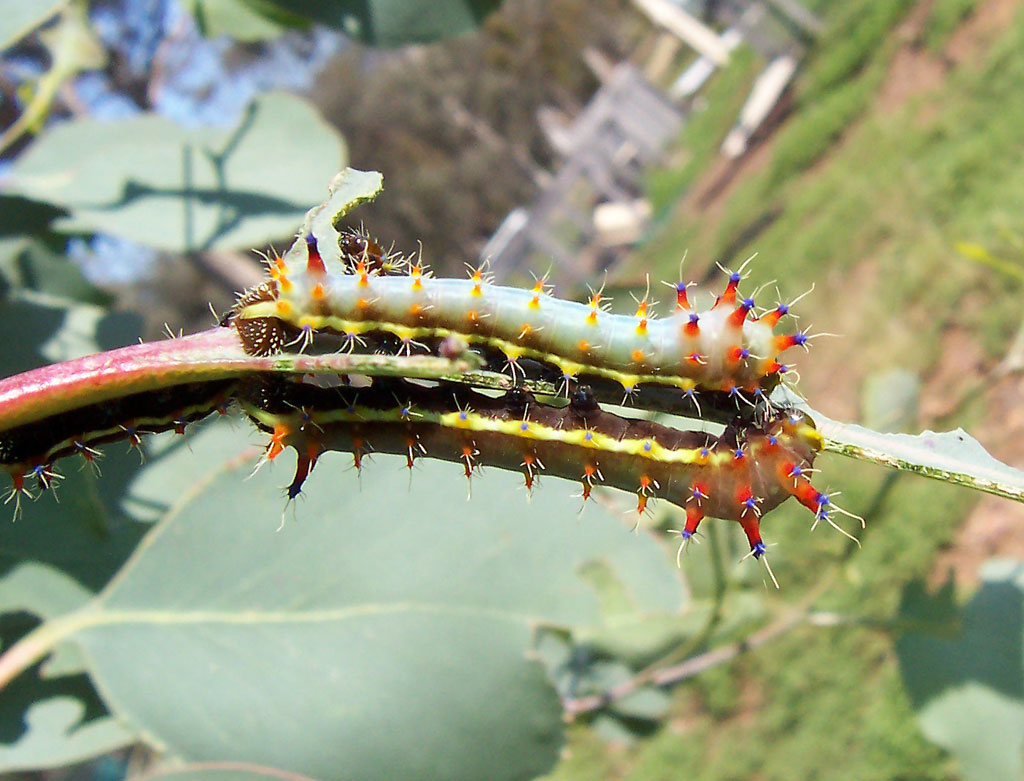
Les chenilles à leur 3e et 4e stade de croissance
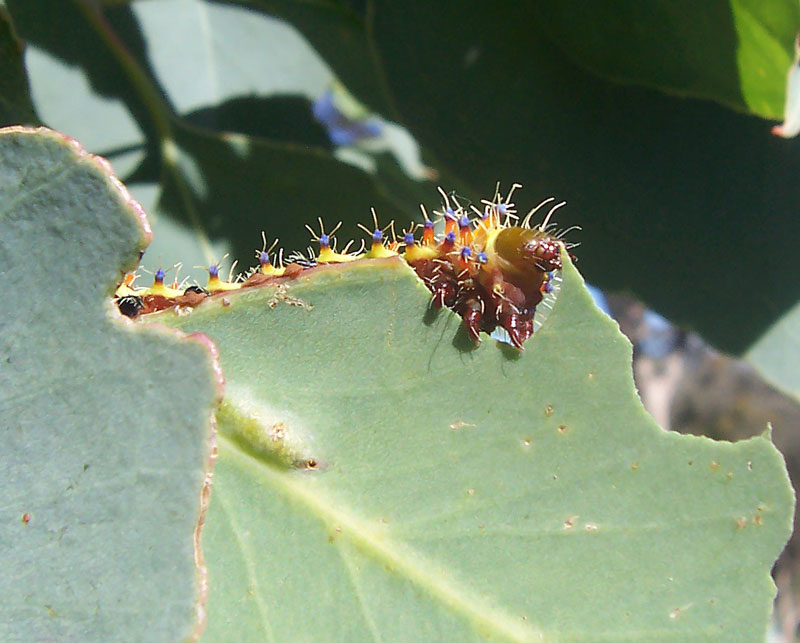
Chenilles sur une feuille d'eucalyptus
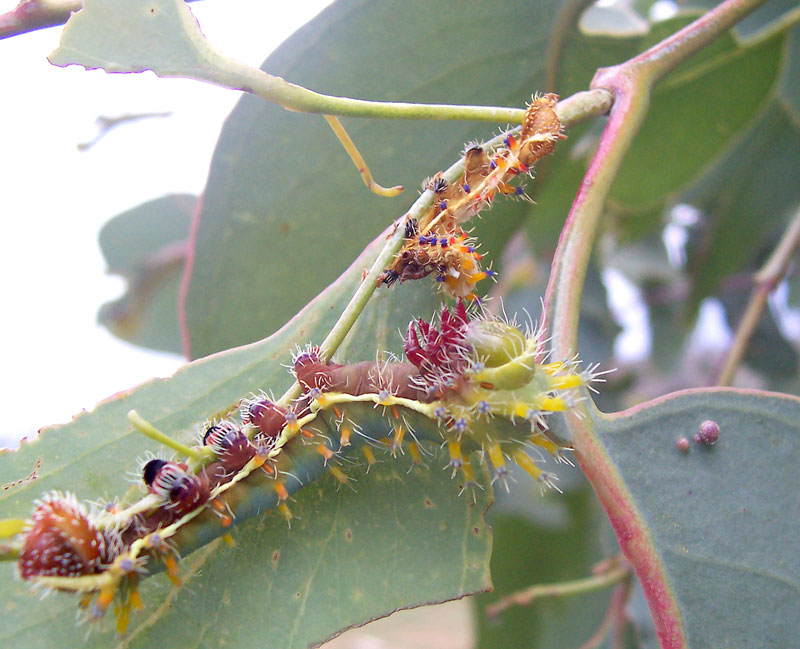
Les chenilles à leur 4e stade de croissance. Les mues sont encore visibles derrière

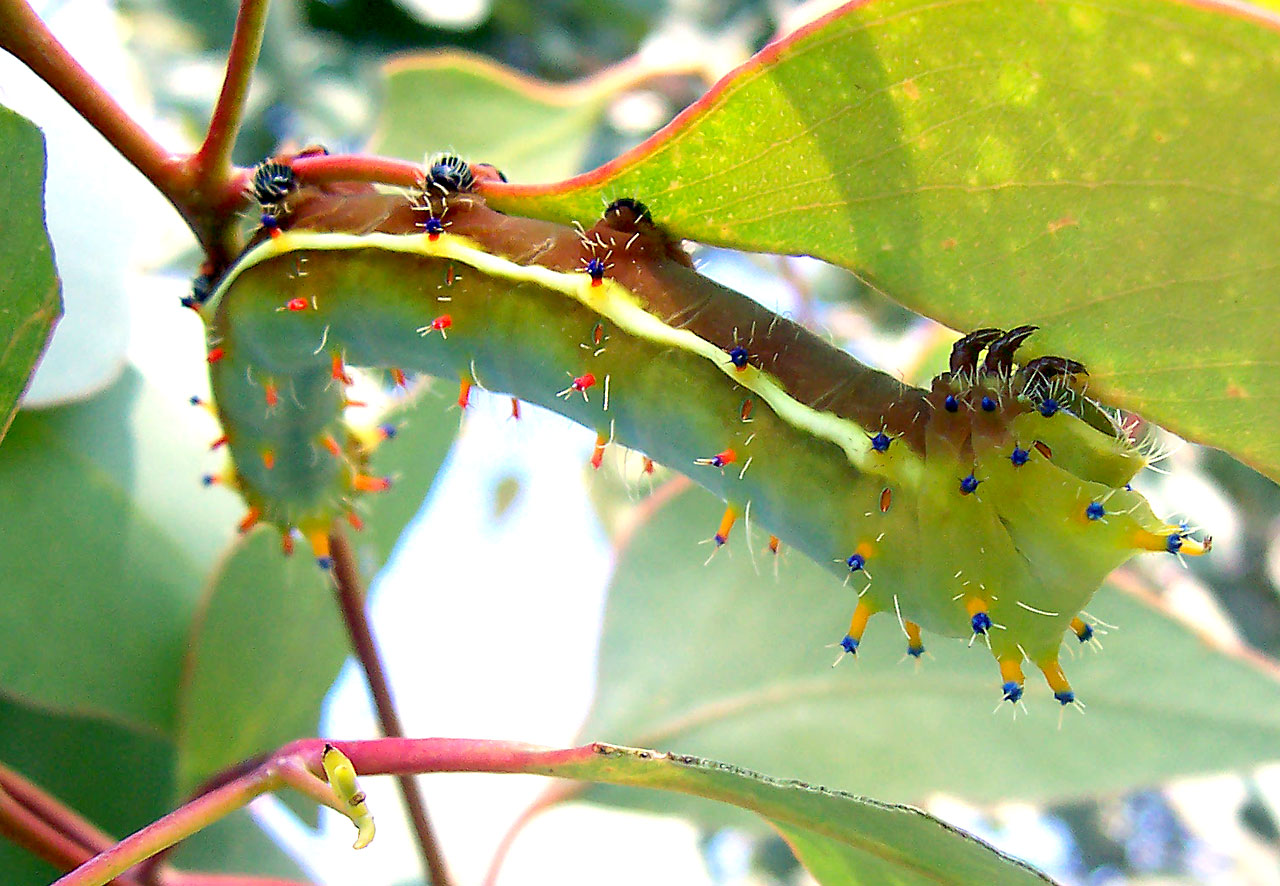
Chenille sur une feuille d'eucalyptus
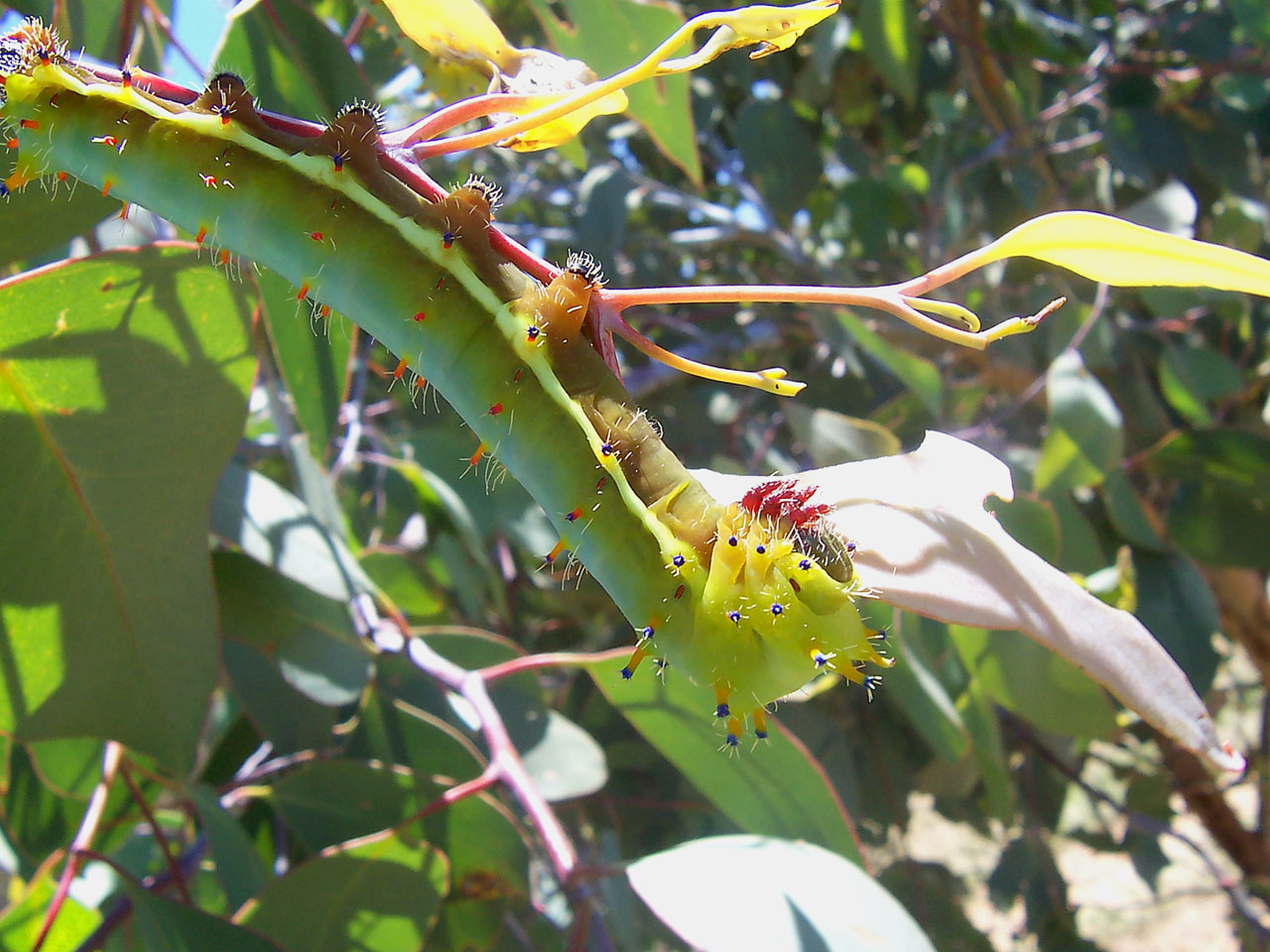
Chenille à son 4e stade de croissance
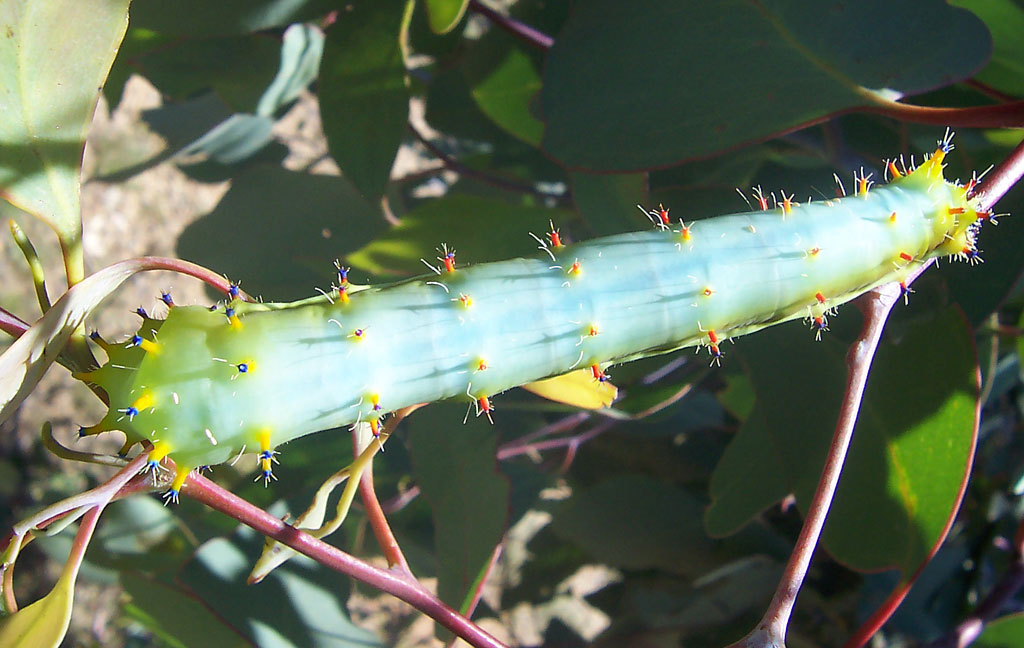
Extrémité de la chenille

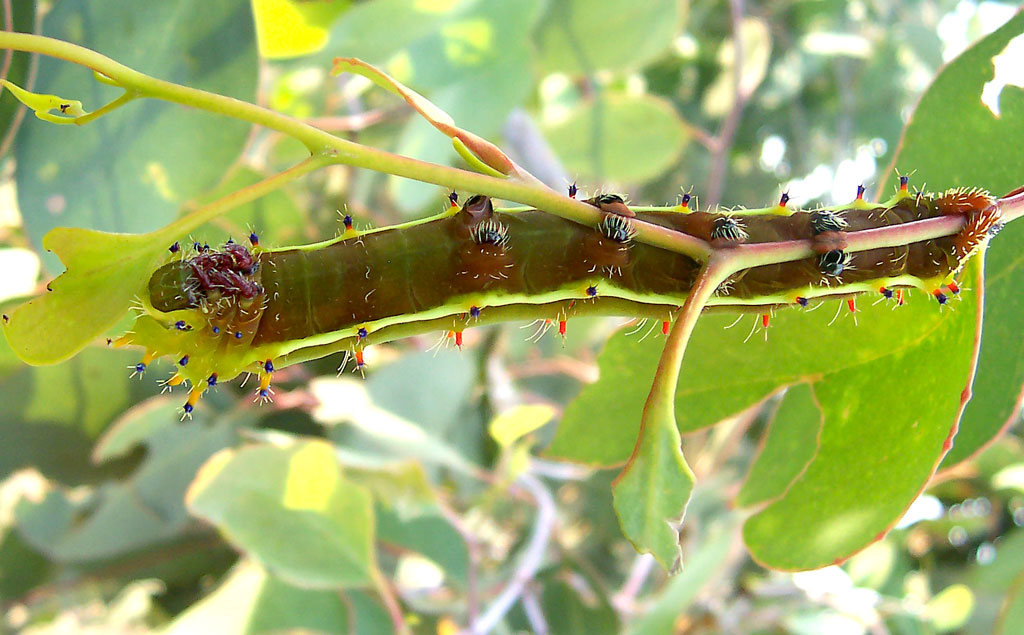
Ventre de la chenille
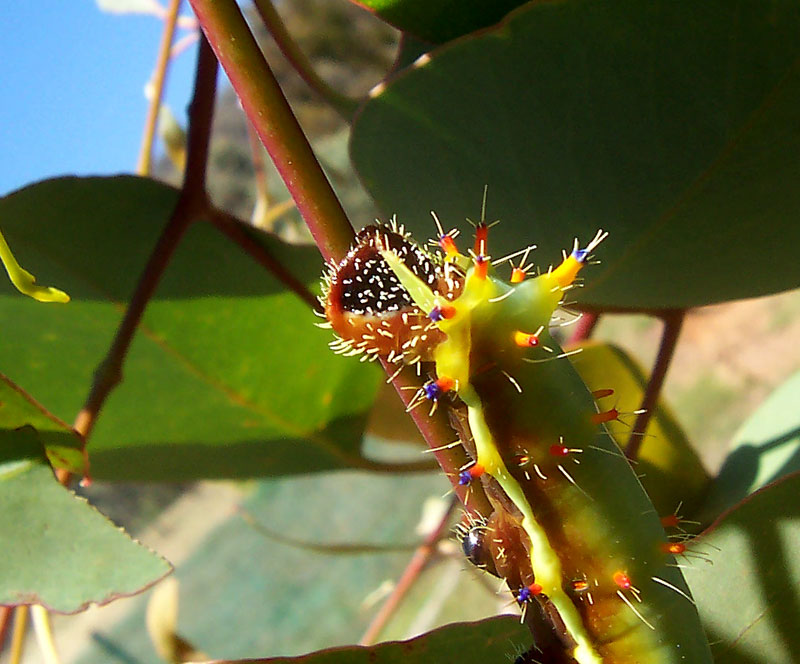
Chenille
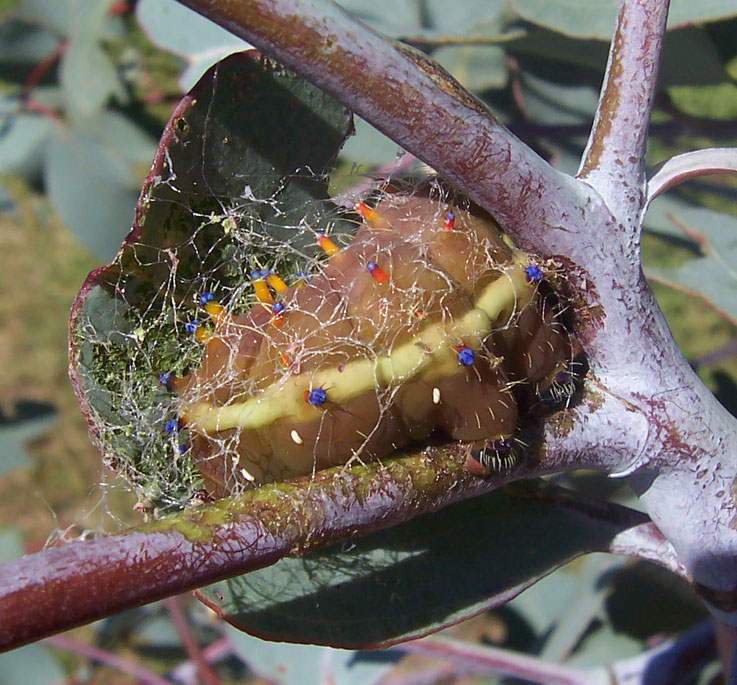
Chenille tissant son cocon

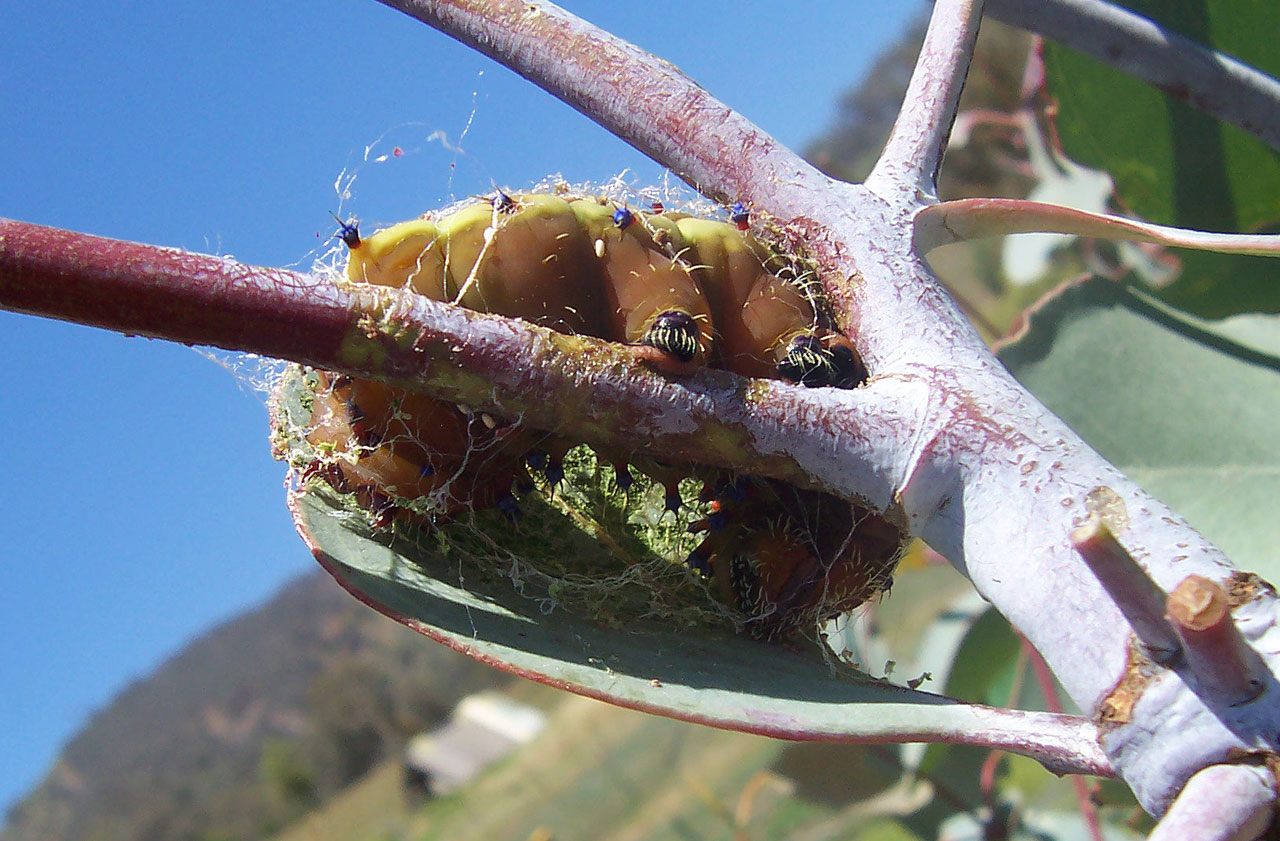
Chenille tissant son cocon
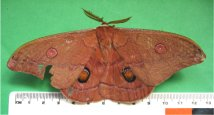